# Novodmîtrivka Perșa, Ivanivka
Novodmîtrivka Perșa (în ucraineană Новодмитрівка Перша) este un sat în comuna Trohîmivka din raionul Ivanivka, regiunea Herson, Ucraina.

## Demografie
Componența lingvistică a localității Novodmîtrivka Perșa
     Ucraineană (95,15%)
     Rusă (3,64%)
     Alte limbi (1,22%)
Conform recensământului din 2001, majoritatea populației localității Novodmîtrivka Perșa era vorbitoare de ucraineană (95,15%), existând în minoritate și vorbitori de rusă (3,64%).